# Янов Микола
Микола Янов (Янів, * 26 листопада 1893, м. Глухів, Чернігівської губернії — † 13 лютого 1977, Детройт, Мічиган, США) — підполковник Армії УНР.

## Біографія
Народився у м. Глухів Чернігівської губернії. Закінчив Іркутське військове училище (1915), служив у 3-му гренадерському Перновському полку, у складі якого брав участь у Першій світовій війні. Останнє звання у російській армії — штабс-капітан.
Наприкінці 1917 р. — помічник командира Українського ударного батальйону 1-ї Гренадерської дивізії, з яким влився до складу 3-го Українського запасного полку в Чернігові.
З початку 1918 р — сотник Вільного Козацтва Чернігівщини. Учасник бою під Крутами.
З квітня 1918 р. — ад'ютант чернігівського військового коменданта. У 1918 р. — ад'ютант штабу 9-ї пішої дивізії Армії Української Держави. З 15 грудня 1918 р. — начальник штабу цієї дивізії.
У 1919 р. служив у Збройних Силах Півдня Росії, з частинами яких на початку 1920 р. з-під Одеси відступив до Польщі. Там з іншими українцями у червні 1920 р. перейшов до складу Армії УНР.
У 1920 р. — начальник нагородної частини штабу Армії УНР.
У 1920—1930-х рр. жив на еміграції у Калішу.
У 1944 р. емігрував до Німеччини, у 1950 р. — до США.
Похований у Детройті на цвинтарі "Евергрін" поряд з дружиною Ніною - сестрою-жалібницею Армії УНР. 